# Stazione di Ceramica
La stazione di Ceramica era una fermata ferroviaria situata a Bindua, nel comune di Iglesias, posta lungo la linea che collegava quest'ultimo centro con San Giovanni Suergiu.

## Storia
La fermata venne attivata nel 1930 ad opera delle Ferrovie Meridionali Sarde, società che nel decennio precedente realizzò una rete ferroviaria pubblica a scartamento ridotto nella subregione sarda del Sulcis-Iglesiente, in quegli anni particolarmente attiva dal punto di vista estrattivo. La fermata stessa sorse nei pressi di alcune miniere, tra cui quella metallifera di San Giovanni, e venne istituita in corrispondenza di quella che sino ad allora era stata la casa cantoniera numero cinquanta delle FMS, nell'area in cui sarebbe poi sorta la frazione di Bindua.
Il servizio ferroviario nell'impianto venne espletato sino al 1º settembre 1974, data di cessazione dell'esercizio sulla San Giovanni Suergiu-Iglesias. La fermata fu quindi disarmata e dismessa; successivamente l'ex fabbricato viaggiatori fu riconvertito per usi residenziali.

## Strutture e impianti
Dal 1974 la fermata non è più in attività ed in seguito è stata completamente disarmata.
Durante gli anni di esercizio ferroviario la fermata a livello infrastrutturale era dotata basilarmente del singolo binario di corsa a scartamento da 950 mm, affiancato da un fabbricato viaggiatori. Quest'ultimo, essendo nato come casa cantoniera prima dell'istituzione dello scalo, riprende le caratteristiche di questo tipo di costruzioni realizzate negli anni venti del Novecento dalle FMS (due piani, tetto a falde in laterizi, tre aperture sul lato binari); nel caso di Ceramica in un secondo momento fu però realizzato un corpo aggiunto sul fianco lato Iglesias sul solo piano terra, successivamente demolito. Il fabbricato è ancora esistente ed utilizzato a fini residenziali.

## Movimento
Nel periodo in cui fu attiva la stazione era servita dai treni delle Ferrovie Meridionali Sarde.